# Барбадільйо-де-Еррерос

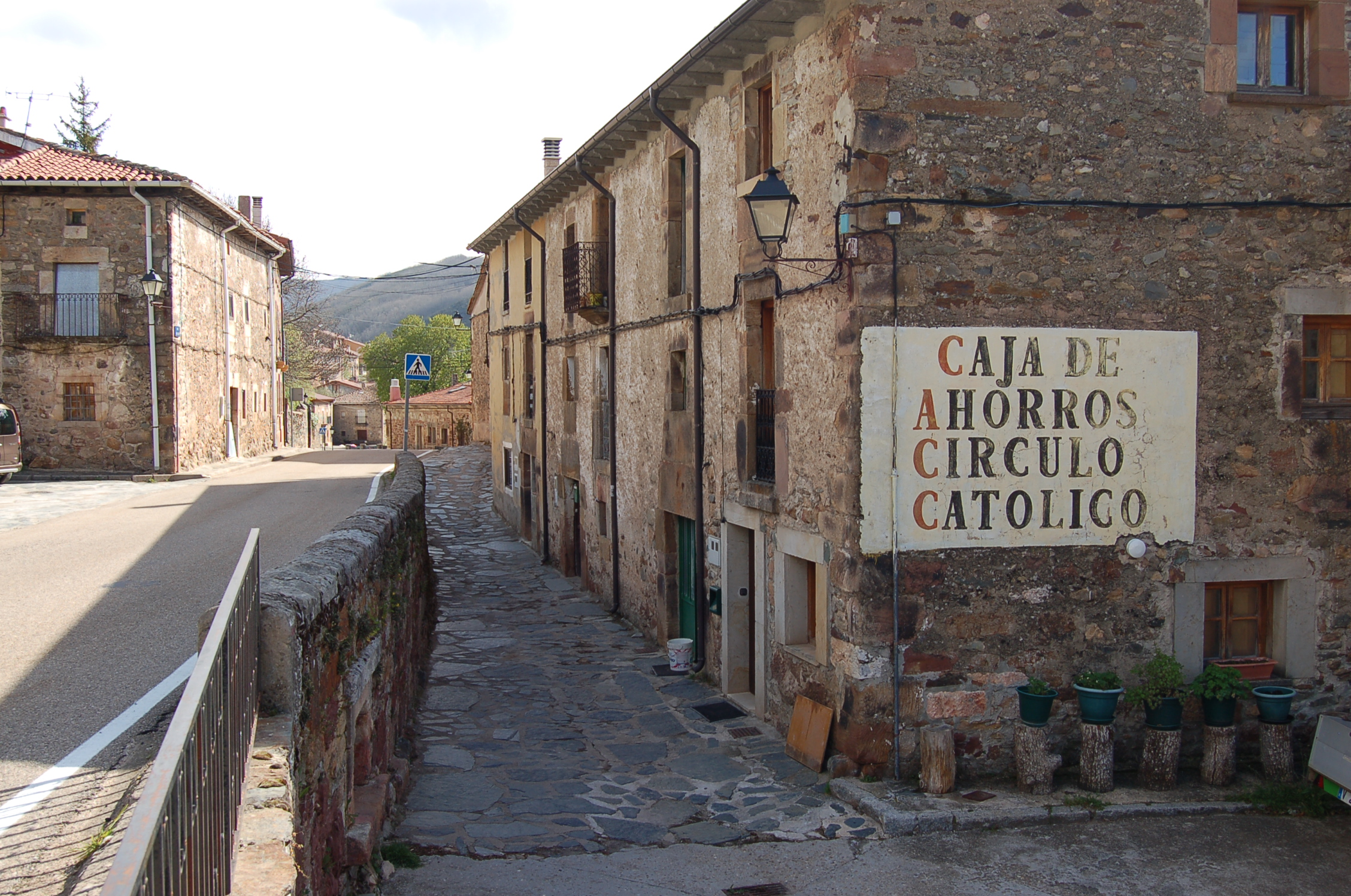

Барбадільйо-де-Еррерос (ісп. Barbadillo de Herreros) — муніципалітет в Іспанії, у складі автономної спільноти Кастилія-і-Леон, у провінції Бургос. Населення — 122 особи (2010).
Муніципалітет розташований на відстані близько 200 км на північ від Мадрида, 48 км на південний схід від Бургоса.

## Демографія
Динаміка населення (INE ):